# Duché de Schleswig
1122–1867
Entités précédentes :
- Jarls de Sønderjylland

Entités suivantes :
- Province du Schleswig-Holstein

Le duché de Schleswig (allemand : Herzogtum Schleswig ; danois : Hertugdømmet Slesvig ou Sønderjylland) a existé en tant qu'État vassal du Danemark jusqu'à la guerre des Duchés, en 1864. La capitale était Schleswig. Durant le Moyen Âge tardif, ce duché était nommé « Jutland du Sud » (Sønderjylland).

## Géographie

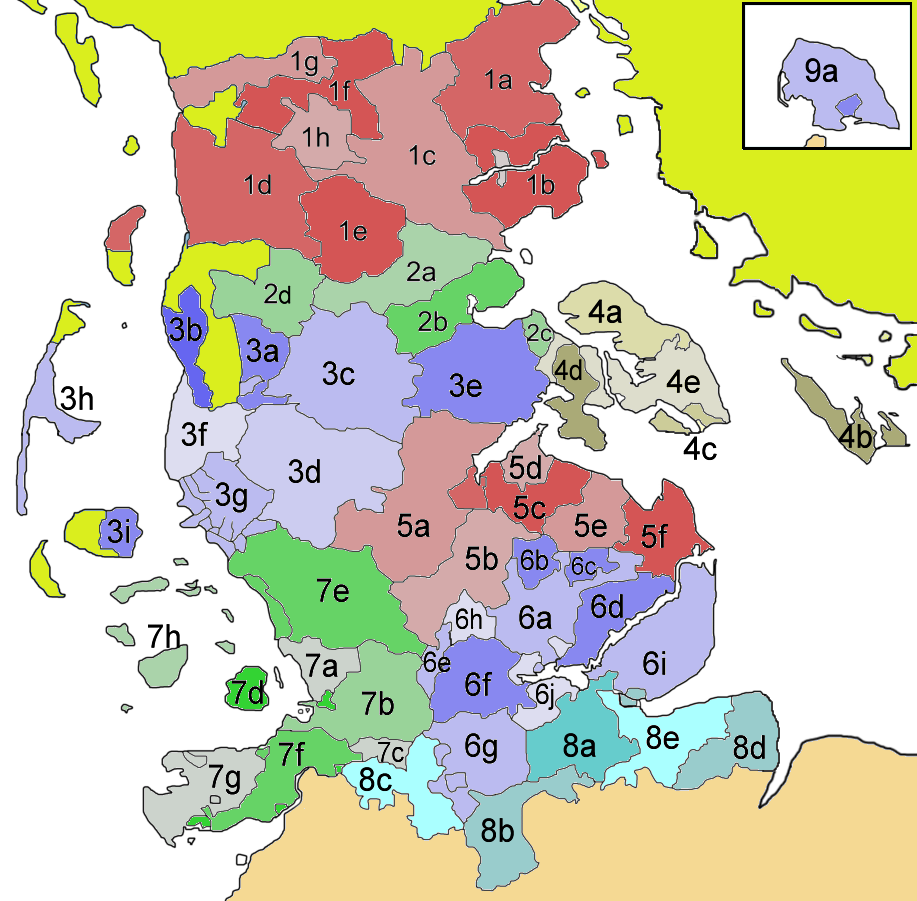
Hundreds du duché de Schleswig.

L'étendue de ce duché correspondait à la région allemande actuelle du Schleswig du Sud (les arrondissements de Frise-du-Nord, de Schleswig-Flensburg, la partie nord de celui de Rendsburg-Eckernförde, et la ville de Flensburg), ainsi que l'ancien Nord-Schleswig, l'amt danois de Jutland du Sud qui fait aujourd'hui partie du Danemark du Sud. Sa superficie était de 9 200 km² environ.
Le duché s'étendait sur la péninsule de Jutland, entre la mer du Nord à l'Ouest et la mer Baltique à l'Est. Au Sud, les rivières Eider et Levensau faisaient la frontière avec la Dithmarse et le Holstein. Cette frontière remonte à l'époque carolingienne ; confirmée sous le règne du roi Knut le Grand, elle est mentionnée au XIe siècle par Adam de Brême. Au nord, c'est la Kongeå qui faisait frontière avec le reste du Jutland. La mer du Nord se trouvait à l'ouest et la mer Baltique à l'est. Schleswig englobait aussi les Îles d'Als, Heligoland, Ærø et Fehmarn.

## Histoire
Politiquement, le Schleswig était un duché vassal du roi du Danemark depuis le XIIe siècle. À partir du XIVe siècle, une liaison plus étroite se développa avec les comtes de Holstein qui relevaient du Saint-Empire romain germanique. C'est ainsi que la noblesse du Holstein acquit de grandes possessions au Schleswig. Les Schauenburger, qui avaient reçu le Holstein en fief au XIIe siècle, purent s'établir comme ducs de Schleswig et comtes de Holstein, jetant ainsi les bases d'une seigneurie commune. Le duché de Schleswig resta cependant un vassal danois, tandis que le comté de Holstein demeurait un vassal de l'empereur. À la mort d'Adolphe VIII en 1459, la lignée des Schauenbourg de Holstein s'éteignit ; le Schleswig et le Holstein étaient si liés qu'il fut naturel aux nobles des deux entités de se doter d'un seigneur commun. Elles choisirent le roi Christian Ier de Danemark, un neveu d'Adolphe VIII.

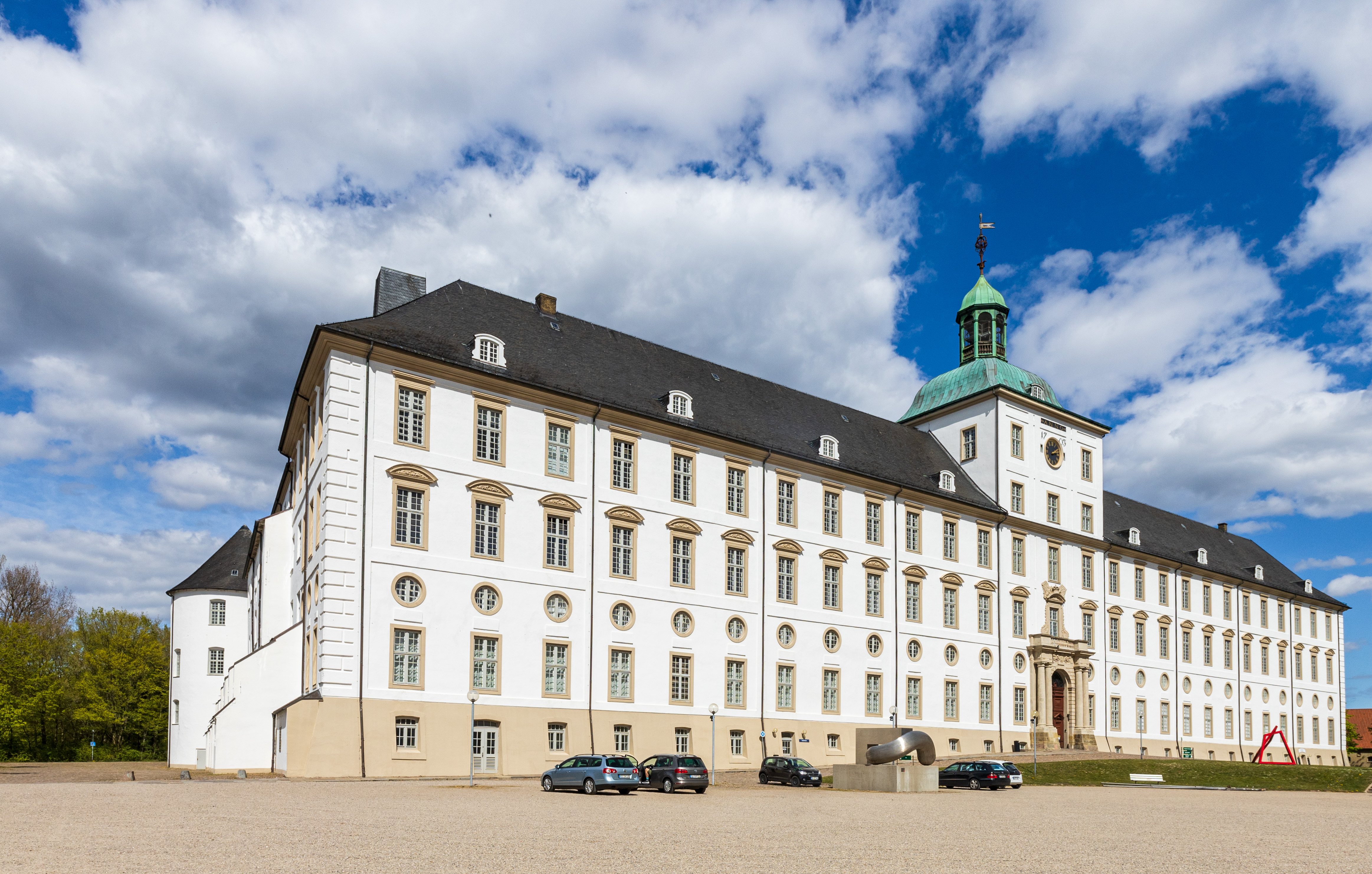
Château de Gottorf.

Dans le traité de Ribe de 1460 signé avec Christian Ier figurait le fait que les deux entités devaient « rester unies et liées pour l'éternité ». Bien que cela n'eût alors rien à voir avec une unité territoriale, ce paragraphe fut la base du mouvement de Schleswig-Holstein du XIXe siècle, qui demandait une séparation du Danemark et l'intégration du Schleswig germanophone à la Confédération germanique. Les danophones demandaient, eux, le rattachement pur et simple du Schleswig et du Holstein au Danemark.
En 1848, les duchés s'insurgent et mettent en place un gouvernement provisoire bénéficiant d'une intervention militaire austro-prussienne destinée à le soutenir : c'est la première guerre des Duchés. Sous la pression des Britanniques et des Russes, les belligérants signent la « trêve de Malmö » le 26 août 1848, mais elle est rompue par le Danemark le 10 juillet 1849. La paix est finalement signée à Berlin le 2 juillet 1850. Un mois plus tard, le protocole de Londres est signé, réhabilitant les distinctions entre les duchés et le royaume du Danemark. Un deuxième protocole est signé en 1852, qui accorde la succession des duchés aux Danois, tout en garantissant l'autonomie de ceux-ci.
Cependant, le problème de fond qu'est l'entrée des duchés dans la Confédération germaniques reste entier. Selon la tradition, l'homme politique britannique Lord Palmerston a dit : « Seulement trois personnes comprennent les affaires de Schleswig-Holstein. La première est le Prince consort, qui est mort ; la seconde est un professeur d'histoire allemand, qui est devenu fou ; et la troisième est moi-même, qui ai tout oublié ».
En 1863, le roi danois Christian IX viole le protocole de Londres en étendant la constitution du Danemark aux duchés d'Holstein et de Lauenburg et en entreprenant en mars l'annexion du Schleswig. La Prusse et l'Autriche lancent donc un ultimatum le 16 janvier 1864, puis déclarent la guerre au Danemark : la seconde guerre des Duchés vient d'éclater.
Le 30 octobre 1864, la convention de Gastein est finalement signée à Vienne après la défaite de Dybbøl. Les duchés de Schleswig et de Holstein sont remis respectivement à la Prusse et l'Autriche.
Le duché de Schleswig passe alors sous suzeraineté de la Prusse et entre de fait dans la Confédération germanique.
En 1866, Bismarck, Premier ministre prussien, dénonçant une mauvaise gestion autrichienne dans le duché de Holstein, déclenche la guerre austro-prussienne. La victoire de Sadowa écarte les Autrichiens de la Confédération germanique. Le Schleswig et le Holstein sont alors annexés à la Prusse et deviennent une province unique à part entière en 1867.
Après 1919, la partie nord du duché reviendra au Danemark grâce au traité de Versailles qui permet les plébiscites du Schleswig.